# Алжир на Светском првенству у атлетици у дворани 2012.
Алжир је учествовао на Светском првенству у атлетици у дворани 2012. одржаном у Истанбулу од 9. до 11. марта тринаести пут. Репрезентацију Алжира представљало је двоје учесника (1 мушкарац и 1 жена), који су се такмичили у две дисциплине.
Алжир није освојио ниједну медаљу нити је постигнут неки рекорд.

## Учесници
| Мушкарци: - Отмане Хађ Лазиб — 60 м препоне | Жене: - Баја Рахули — Троскок |  |

## Резултати

### Мушкарци
| Атлетичар        | Дисциплина   | Лични рекорд | Квалификације   | Квалификације   | Полуфинале           | Полуфинале           | Финале               | Финале               | Детаљи |
| Атлетичар        | Дисциплина   | Лични рекорд | Резултат        | Место           | Резултат             | Место                | Резултат             | Место                | Детаљи |
| ---------------- | ------------ | ------------ | --------------- | --------------- | -------------------- | -------------------- | -------------------- | -------------------- | ------ |
| Отмане Хађ Лазиб | 60 м препоне | 7,72 НР      | Дисквалификован | Дисквалификован | Није се квалификовао | Није се квалификовао | Није се квалификовао | Није се квалификовао |        |

### Жене
| Атлетичарка | Дисциплина | Лични рекорд | Квалификације | Квалификације | Финале                | Финале       | Детаљи |
| Атлетичарка | Дисциплина | Лични рекорд | Резултат      | Место         | Резултат              | Место        | Детаљи |
| ----------- | ---------- | ------------ | ------------- | ------------- | --------------------- | ------------ | ------ |
| Баја Рахули | Троскок    | 14,31 НР     | 13,83         | 9. у гр. А    | Није се квалификовала | 14 / 28 (30) |        |